# Bredia yaeyamensis
Bredia yaeyamensis är en tvåhjärtbladig växtart som först beskrevs av Jinzô Matsumura och Keisuke Ito, och fick sitt nu gällande namn av Hui Lin Li. Bredia yaeyamensis ingår i släktet Bredia och familjen Melastomataceae. Inga underarter finns listade i Catalogue of Life.